# Звягінцев Валентин Миколайович
Валенти́н Микола́йович Звя́гінцев (28 квітня 1992, с. Лозуватка, Дніпропетровська область — 27 лютого 2022) — український військовослужбовець, старший лейтенант Національної поліції України, учасник російсько-української війни. Кавалер ордена «За мужність» III ступеня (2022, посмертно).

## Життєпис
2016 року закінчив Дніпропетровський державний університет внутрішніх справ за спеціальністю правоохоронна діяльність.
У 2011—2012 роках служив у Збройних силах України. Працював інспектором патрульної служби Національної поліції України, оперуповноваженим сектору кримінальної поліції Софіївського відділення поліції, слідчим (2018—2021), дільничним офіцером поліції відділу превенції Криворізького районного управління поліції ГУНП в Дніпропетровській області (2021—2022), поліцейським офіцером Софіївської територіальної громади (2022).
Загинув 27 лютого 2022 року під час виконання службових обов'язків.

## Нагороди
- орден «За мужність» III ступеня (28 лютого 2022, посмертно) — за особисту мужність і самовіддані дії, виявлені у захисті державного суверенітету та територіальної цілісності України, вірність військовій присязі[2].